# John Dough and the Cherub
John Dough and the Cherub est un film muet américain réalisé par Otis Turner et sorti en 1910.

## Fiche technique
- Titre : John Dough and the Cherub
- Réalisation : Otis Turner
- Scénario : Otis Turner, d'après le roman de L. Frank Baum
- Production : William Selig
- Dates de sortie : 
  -  États-Unis : 19 décembre 1910